# Associazione Calcio Milan 1947-1948
Questa voce raccoglie le informazioni riguardanti l'Associazione Calcio Milan nelle competizioni ufficiali della stagione 1947-1948.

## Stagione

Il neoacquisto Renzo Burini, al Milan fino al 1953

In questa stagione la dirigenza del Milan appronta un calciomercato volto al rafforzamento della squadra con l'obiettivo di puntare al titolo nazionale. Vengono acquistati Edy Gratton, Pietro Degano, Renato Raccis, Carlo Piccardi e Renzo Burini. In questa stagione il Milan gioca le gare casalinghe anche all'Arena Civica: a San Siro disputa gli incontri dove ci si aspettava l'arrivo di molti spettatori. Sulla panchina rossonera viene confermato Giuseppe Bigogno.
I rossoneri in Serie A si classificano al 2º posto finale a pari merito con Juventus e Triestina dopo essere stati campioni d'inverno. L'apice della stagione viene toccato alla 24ª giornata, quando il Milan è primo a 4 punti dalla seconda classificata. Il Milan conosce poi un forte calo (10 sconfitte nelle ultime 17 partite) che permette al Grande Torino di sorpassare i rossoneri e di vincere lo scudetto. Durante la stagione il Milan viene marginalmente coinvolto (per omessa denuncia) nel cosiddetto "Caso Napoli": per i rossoneri non ci sono conseguenze gravi, ma una semplice ammonizione.

## Divise
| Casa | Trasferta |

## Organigramma societario
Area direttiva
- Presidente: Umberto Trabattoni
- Vice presidente: Mario Mauprivez

Area tecnica
- Allenatore: Giuseppe Bigogno
- Allenatore riserve: Giuseppe Santagostino
- Direttore tecnico: Antonio Busini

Area medica
- Medico sociale: Giuseppe Veneroni
- Massaggiatore: Guglielmo Zanella

## Rosa
| N. |                   | Ruolo | Calciatore                   |
| -- | ----------------- | ----- | ---------------------------- |
|    | Italia (bandiera) | P     | Gianni Mattioni              |
|    | Italia (bandiera) | P     | Giovanni Rossetti            |
|    | Italia (bandiera) | P     | Efrem Milanese               |
|    | Italia (bandiera) | D     | Andrea Bonomi                |
|    | Italia (bandiera) | D     | Felice Cerri                 |
|    | Italia (bandiera) | D     | Edy Gratton                  |
|    | Italia (bandiera) | D     | Carlo Piccardi               |
|    | Italia (bandiera) | D     | Gianni Toppan                |
|    | Italia (bandiera) | C     | Carlo Annovazzi              |
|    | Italia (bandiera) | C     | Giuseppe Antonini (capitano) |

| N. |                   | Ruolo | Calciatore           |
| -- | ----------------- | ----- | -------------------- |
|    | Italia (bandiera) | C     | Mario Foglia         |
|    | Italia (bandiera) | C     | Lino Grava           |
|    | Italia (bandiera) | C     | Omero Tognon         |
|    | Italia (bandiera) | A     | Renzo Burini         |
|    | Italia (bandiera) | A     | Riccardo Carapellese |
|    | Italia (bandiera) | A     | Pietro Degano        |
|    | Italia (bandiera) | A     | Franco De Gregori    |
|    | Italia (bandiera) | A     | Héctor Puricelli     |
|    | Italia (bandiera) | A     | Renato Raccis        |
|    | Italia (bandiera) | A     | Aurelio Santagostino |

## Calciomercato

### Sessione estiva
| Acquisti | Acquisti          | Acquisti        | Acquisti |
| R.       | Nome              | da              | Modalità |
| -------- | ----------------- | --------------- | -------- |
| A        | Renzo Burini      | Palmanova       | -        |
| C        | Franco De Gregori | Vittorio Veneto | -        |
| A        | Pietro Degano     | Livorno         | -        |
| D        | Edy Gratton       | Triestina       | -        |
| D        | Lino Grava        | Vittorio Veneto | -        |
| P        | Gianni Mattioni   | Seregno         | -        |
| D        | Carlo Piccardi    | Fiorentina      | -        |
| A        | Renato Raccis     | Livorno         | -        |

| Cessioni | Cessioni             | Cessioni  | Cessioni |
| R.       | Nome                 | a         | Modalità |
| -------- | -------------------- | --------- | -------- |
| D        | Celso Battaia        | Cremonese | -        |
| P        | Giovanni Busani      | Mantova   | -        |
| D        | Giovanni Clocchiatti | Lucchese  | -        |
| C        | Aredio Gimona        | Livorno   | -        |
| C        | Giorgio Granata      | Varese    | -        |
| A        | Bruno Micheloni      | Varese    | -        |
| A        | Franco Torricelli    | Cagliari  | -        |
| D        | Mario Tosolini       | Triestina | -        |
| P        | Duilio Zotti         | Lucchese  | -        |

### Sessione autunnale
| Acquisti | Acquisti | Acquisti | Acquisti |
| R.       | Nome     | da       | Modalità |
| -------- | -------- | -------- | -------- |

| Cessioni | Cessioni       | Cessioni | Cessioni |
| R.       | Nome           | a        | Modalità |
| -------- | -------------- | -------- | -------- |
| P        | Efrem Milanese | Fanfulla | -        |

## Risultati

### Serie A

#### Girone di andata
| Arbitro: | Poggipollini (Ferrara) |

|                |           |                               |
| De Andreis 11’ | Marcatori | 21’ Carapellese 54’ Puricelli |

| Arbitro: | Bonivento (Venezia) |

|                                            |           |                              |
| Puricelli 7’, 40’ Annovazzi 22’ Degano 59’ | Marcatori | 45’ Reguzzoni 59’ Turconi II |

| Arbitro: | Gamba (Napoli) |

|                         |           |              |
| Marchetti 37’ Suppi 45’ | Marcatori | 3’ Annovazzi |

| Arbitro: | Tassini (Verona) |

|                      |           |  |
| Carapellese 37’, 76’ | Marcatori |  |

| Arbitro: | Bellè (Venezia) |

|              |           |            |
| Mannocci 65’ | Marcatori | 90’ Degano |

| Arbitro: | Orlandini (Roma) |

|                                |           |           |
| Vasirani 43’ (aut.) Raccis 46’ | Marcatori | 64’ Taiti |

| Arbitro: | Guarda (Mestre) |

|                        |           |  |
| Rossetti 4’ Ispiro 68’ | Marcatori |  |

| Arbitro: | Dattilo (Roma) |

|                                          |           |                             |
| Annovazzi 13’ Raccis 38’ Carapellese 44’ | Marcatori | 22’ Zapirain 36’ Campatelli |

| Arbitro: | Zilli (Reggio Emilia) |

|               |           |  |
| Puricelli 71’ | Marcatori |  |

| Arbitro: | Zelocchi (Modena) |

|                    |           |                                               |
| Dell'Innocenti 51’ | Marcatori | 41’, 86’ Degano 62’ Puricelli 64’ Carapellese |

| Lucca 30 novembre 1947 11ª giornata | Lucchese                     | 0 – 0 | Milan | Stadio Porta Elisa (13 000 spett.)\| Arbitro: \| Agnolin (Bassano del Grappa) \| |
| Arbitro:                            | Agnolin (Bassano del Grappa) |       |       |                                                                                  |

| Arbitro: | Gemini (Roma) |

|                                                                    |           |  |
| Angeleri 24’ (aut.) Annovazzi 38’ Gratton 58’ Carapellese 72’, 90’ | Marcatori |  |

| Arbitro: | Poggipollini (Ferrara) |

|                         |           |                 |
| Antonini 15’ Raccis 81’ | Marcatori | 2’ Sentimenti V |

| Genova 1º gennaio 1948 15ª giornata | Sampdoria     | 0 – 0 | Milan | Stadio Luigi Ferraris (20 000 spett.)\| Arbitro: \| Massai (Pisa) \| |
| Arbitro:                            | Massai (Pisa) |       |       |                                                                      |

| Arbitro: | Balestrino (Oneglia) |

|                                                                              |           |                 |
| Burini 18’, 54’ Raccis 19’ Annovazzi 31’ (rig.) Puricelli 50’, 57’, 72’, 79’ | Marcatori | 63’ Tontodonati |

| Arbitro: | Parpaiola (Padova) |

|                            |           |  |
| Carapellese 49’ Degano 82’ | Marcatori |  |

| Arbitro: | Pera (Firenze) |

|  |           |                           |
|  | Marcatori | 7’ (aut.) Rosi 77’ Raccis |

| Arbitro: | Dattilo (Roma) |

|                              |           |                       |
| Puricelli 7’, 32’ Degano 45’ | Marcatori | 47’ Menti 70’ Mazzola |

| Vicenza 1º febbraio 1948 20ª giornata | Vicenza            | 0 – 0 | Milan | Stadio del Littorio (18 000 spett.)\| Arbitro: \| Bernardi (Bologna) \| |
| Arbitro:                              | Bernardi (Bologna) |       |       |                                                                         |

| Arbitro: | Zelocchi (Modena) |

|                       |           |                           |
| Sotgiu 44’ Coscia 56’ | Marcatori | 28’ De Gregori 50’ Burini |

#### Girone di ritorno
| Arbitro: | Zilli (Reggio Emilia) |

|                                                          |           |                              |
| Raccis 15’ Carapellese 56’, 77’ Burini 62’ Annovazzi 82’ | Marcatori | 43’ Cecconi 67’ Romano Penzo |

| Arbitro: | Poggipollini (Ferrara) |

|                        |           |                            |
| Colpo 18’ Candiani 26’ | Marcatori | 1’, 81’ Antonini 8’ Burini |

| Arbitro: | Zambotto (Padova) |

|                                 |           |                   |
| Raccis 35’ (rig.) Annovazzi 53’ | Marcatori | 60’ (rig.) Eliani |

| Arbitro: | Pera (Firenze) |

|                                    |           |            |
| Rosignoli 54’, 59’ Dalla Torre 75’ | Marcatori | 51’ Raccis |

| Arbitro: | Tassini (Verona) |

|                 |           |  |
| Degano 16’, 90’ | Marcatori |  |

| Arbitro: | Gemini (Roma) |

|                    |           |  |
| Gratton 32’ (aut.) | Marcatori |  |

| Arbitro: | Pera (Firenze) |

|               |           |             |
| Puricelli 26’ | Marcatori | 2’ Rossetti |

| Arbitro: | Tassini (Verona) |

|  |           |                            |
|  | Marcatori | 39’ Antonini 45’ Puricelli |

| Arbitro: | Pieri (Trieste) |

|            |           |  |
| Randon 61’ | Marcatori |  |

| Arbitro: | Bellè (Venezia) |

|                             |           |                        |
| Annovazzi 37’ Puricelli 76’ | Marcatori | 18’ Amadei 45’ Pesaola |

| Arbitro: | Orlandini (Roma) |

|                    |           |                |
| Cuscela 58’ (aut.) | Marcatori | 48’, 69’ Conti |

| Arbitro: | Dattilo (Roma) |

|                            |           |                 |
| Angeleri 23’ Boniperti 56’ | Marcatori | 77’ Carapellese |

| Arbitro: | Cambi (Livorno) |

|            |           |  |
| Romani 28’ | Marcatori |  |

| Arbitro: | Massai (Pisa) |

|                      |           |  |
| Annovazzi 80’ (rig.) | Marcatori |  |

| Arbitro: | Zambotto (Padova) |

|            |           |  |
| Bogdan 50’ | Marcatori |  |

| Arbitro: | Parpaiola (Padova) |

|                                                       |           |                                       |
| Merlin 1’ Sifredi 20’ Buzzegoli 34’ Bonomi 49’ (aut.) | Marcatori | 37’, 70’ Carapellese 40’ Santagostino |

| Arbitro: | Dattilo (Roma) |

|                                    |           |  |
| Puricelli 13’, 66’ Carapellese 67’ | Marcatori |  |

| Arbitro: | Bernardi (Bologna) |

|                        |           |            |
| Gabetto 23’ Ossola 30’ | Marcatori | 43’ Burini |

| Arbitro: | Arietti (Siena) |

|                                          |           |                                       |
| Puricelli 19’ Degano 59’ Carapellese 75’ | Marcatori | 20’ Zambelli 63’ (rig.) Santagiuliana |

| Arbitro: | Vannini (Bologna) |

|                      |           |                                |
| Annovazzi 83’ (rig.) | Marcatori | 31’, 66’ Stradella 42’ Frugali |

## Statistiche

### Statistiche di squadra
| Competizione | Punti | In casa | In casa | In casa | In casa | In casa | In casa | In trasferta | In trasferta | In trasferta | In trasferta | In trasferta | In trasferta | Totale | Totale | Totale | Totale | Totale | Totale | DR  |
| Competizione | Punti | G       | V       | N       | P       | Gf      | Gs      | G            | V            | N            | P            | Gf           | Gs           | G      | V      | N      | P      | Gf     | Gs     | DR  |
| ------------ | ----- | ------- | ------- | ------- | ------- | ------- | ------- | ------------ | ------------ | ------------ | ------------ | ------------ | ------------ | ------ | ------ | ------ | ------ | ------ | ------ | --- |
| Serie A      | 49    | 20      | 16      | 2       | 2       | 53      | 22      | 20           | 5            | 5            | 10           | 23           | 26           | 40     | 21     | 7      | 12     | 76     | 48     | +28 |

### Statistiche dei giocatori
| Giocatore       | Serie A  | Serie A |
| Giocatore       | Presenze | Reti    |
| --------------- | -------- | ------- |
| C. Annovazzi    | 40       | 10      |
| G. Antonini     | 28       | 4       |
| A. Bonomi       | 38       | 0       |
| R. Burini       | 19       | 6       |
| R. Carapellese  | 34       | 15      |
| F. Cerri        | 10       | 0       |
| F. De Gregori   | 4        | 1       |
| P. Degano       | 29       | 9       |
| M. Foglia       | 18       | 0       |
| E. Gratton      | 32       | 1       |
| L. Grava        | 3        | 0       |
| G. Mattioni     | 1        | -1      |
| C. Piccardi     | 21       | 0       |
| H. Puricelli    | 34       | 17      |
| R. Raccis       | 26       | 8       |
| G. Rossetti     | 39       | -47     |
| A. Santagostino | 3        | 1       |
| O. Tognon       | 36       | 0       |
| G. Toppan       | 25       | 0       |